# Acompus
Acompus är ett släkte av insekter. Acompus ingår i familjen fröskinnbaggar.
Släktet innehåller bara arten Acompus rufipes.